# Quercus toumeyi
Quercus toumeyi — вид рослин з родини букових (Fagaceae); поширений на півдні США й у північній Мексиці. Видовим епітетом вшановано американського лісничого, ботаніка, дослідника, письменника й педагога Джеймса Вільяма Тумі (англ. James William Toumey).

## Опис
Це листопадне або напіввічнозелене дерево, хоча зазвичай чагарник, 2–3 м заввишки. Кора тонка, шорстка, луската, тріщиниста, темно-сіра. Молоді гілочки волохаті, гладкі, червоно-коричневі; старші гілочки шорсткі, сірі до чорнуваті. Листки еліптичні або довгасто-еліптичні, іноді овальні, шкірясті, 1.2–3 × 0.6–1.5 см; основа округла або віддалено серцеподібна, рідко клиноподібна; верхівка гостра або тупа; край плоский, переважно цілий, або з іноді 2–4 парами зубів до верхівки; верх блискучий, без волосся або іноді з розсіяними зірчастими волосками, переважно біля основи середньої жилки; низ тьмяний, волосатий; ніжка волохатий, червонуватий, завдовжки 1–4 мм. Чоловічі сережки завдовжки 2 см; жіночі — 0.5–0.7 см, 1–3-квіткові. Жолуді однорічні, поодинокі або в парі, майже сидячі або на ніжці 2 мм; горіх світло-коричневий, вузько-яйцюватий або еліптичний, 8–15 × 6–8 мм; чашечка чашоподібна, глибиною 6 мм × шириною 8–9 мм, укриває ≈ 1/3 горіха, луски трохи бородавчасті, запушені.
Період цвітіння: квітень — червень. Період плодоношення: серпень — жовтень.

## Поширення й екологія
Поширений на півдні США (Аризона, Нью-Мексико) й півночі Мексиці (Чихуахуа, Сонора).
Населяє в дубових рідколіссях, сосново-дубових лісах і чапаралях, на кам'янистих схилах; росте на висотах 1500–2400 м.

## Використання
Незначне використання корінними жителями Мексики на дрова та їжу.